# Atletismo nos Jogos Pan-Americanos de 1983 - 10000 m masculino
A prova dos 10000 m masculino nos Jogos Pan-Americanos de 1983 foi realizada em Havana, Cuba.

## Medalhistas
| Ouro                  | Prata                          | Bronze                        |
| José Gómez MEX México | Domingo Tibaduiza COL Colômbia | Mark Nenow USA Estados Unidos |

## Resultados
| Posição           | Nome              | Nacionalidade      | Tempo    | Notas |
| ----------------- | ----------------- | ------------------ | -------- | ----- |
| Medalha de ouro   | José Gómez        | MEX México         | 29:14.75 |       |
| Medalha de prata  | Domingo Tibaduiza | COL Colômbia       | 29:17.12 |       |
| Medalha de bronze | Mark Nenow        | USA Estados Unidos | 29:22.46 |       |
| 4                 | José da Silva     | BRA Brasil         | 29:28.56 |       |
| 5                 | Germán Peña       | COL Colômbia       | 29:38.91 |       |
| 6                 | Rodolfo Gomez     | MEX México         | 29:41.83 |       |
| 7                 | Omar Aguilar      | CHI Chile          | 29:54.27 |       |
| 8                 | Michael Feurtado  | JAM Jamaica        | 30:19.69 |       |